# Memphis rap
Memphis rap, znany również jako Memphis hip-hop lub Memphis horrorcore – regionalny podgatunek muzyki hip-hopowej, który powstał w USA w mieście Memphis w stanie Tennessee na początku lat 90. Charakteryzuje się często niskim budżetem i okazjonalnymi dźwiękami lo-fi, wykorzystującymi automat perkusyjny Roland TR-808 i minimalne melodie syntezatorowe. Gatunek ten zwykle zawiera podwójne flow i rozmaite sample począwszy od soulu i funku po muzykę filmową z horrorów i muzykę klasyczną.
Artyści Memphis wydawali nagrania w niezależnych wytwórniach. Dominacja Nowego Jorku i Los Angeles zmusiła południowych artystów do stworzenia undergroundowego stylu i brzmienia, aby konkurować z innymi regionami.
DJ Spanish Fly jest powszechnie wymieniany jako jeden z pionierów gatunku, będąc pomostem między electro-funkiem lat 80. a cięższym gangsterskim rapem następnej dekady.
Inni wcześni artyści i grupy związane z Memphis rapem to T-Rock, C-Rock, Gangsta Pat, Project Pat, Tommy Wright III, Princess Loko, II Tone, Tre DaVinci, Lil 808 Official, Playa Fly, Al Kapone, 8Ball & MJG i Three 6 Mafia, przy czym dwie ostatnie osiągnęły względny sukces komercyjny. Album zespołu Three 6 Mafia pt. Mystic Stylez i inne wydawnictwa, takie jak Come with Me 2 Hell twórców DJ Paul i Lord Infamous, a także wczesne mixtape’y DJ Spanish Fly były szczególnie wpływowe w rozwoju gatunku. Pomimo tego, że w dużej mierze pozostawał w podziemiu, zyskał uznanie na blogach MP3, wpływając na raperów, takich jak Lil Ugly Mane, Lil 808 Official, Denzel Curry i SpaceGhostPurrp, a także na wzrost popularności muzyki crunk, trap i phonk.